# Boissières (Gard)
Boissières (okzitanisch: Boissièira) ist ein Ort und eine südfranzösische Gemeinde mit 595 Einwohnern (Stand 1. Januar 2022) im Département Gard in der Region Okzitanien.

## Lage
Der Ort Boissières liegt auf einer etwa 70 m hohen Anhöhe und ist rund 18 km (Fahrtstrecke) in südwestlicher Richtung von Nîmes entfernt.

## Bevölkerungsentwicklung
| Jahr      | 1800 | 1851 | 1901 | 1954 | 1999 | 2017 |
| Einwohner | 250  | 264  | 180  | 180  | 481  | 565  |

Der bereits gegen Ende des 19. Jahrhunderts einsetzende konstante Bevölkerungsrückgang lässt sich im Wesentlichen auf die Reblauskrise und die Mechanisierung der Landwirtschaft zurückführen. In jüngerer Zeit hat die relative Nähe zur Großstadt Nîmes zu einer Trendwende bei den Einwohnerzahlen beigetragen.

## Wirtschaft
Die Einwohner von Boissières lebten jahrhundertelang als Selbstversorger von den Erträgen ihrer Felder und Gärten; Produktionsüberschüsse konnten manchmal in Nîmes vermarktet werden. Auch Wein wurde angebaut, doch setzte die Reblauskrise setzte diesem Wirtschaftszweig Ende des 19. Jahrhunderts ein vorläufiges Ende. Heute wird nur noch vereinzelt Wein angebaut und über die Appellationen Gard und Pays d’Oc vermarktet. Zunehmend spielt die Vermietung von Ferienwohnungen (gîtes) eine Rolle im Wirtschaftsleben der Gemeinde.

## Geschichte
Wahrscheinlich war die Gegend bereits in gallorömischer Zeit besiedelt. Im 16. Jahrhundert wird eine Einwohnerzahl von rund 650 Personen genannt; außerdem entstand in dieser Zeit das Schloss.

## Sehenswürdigkeiten

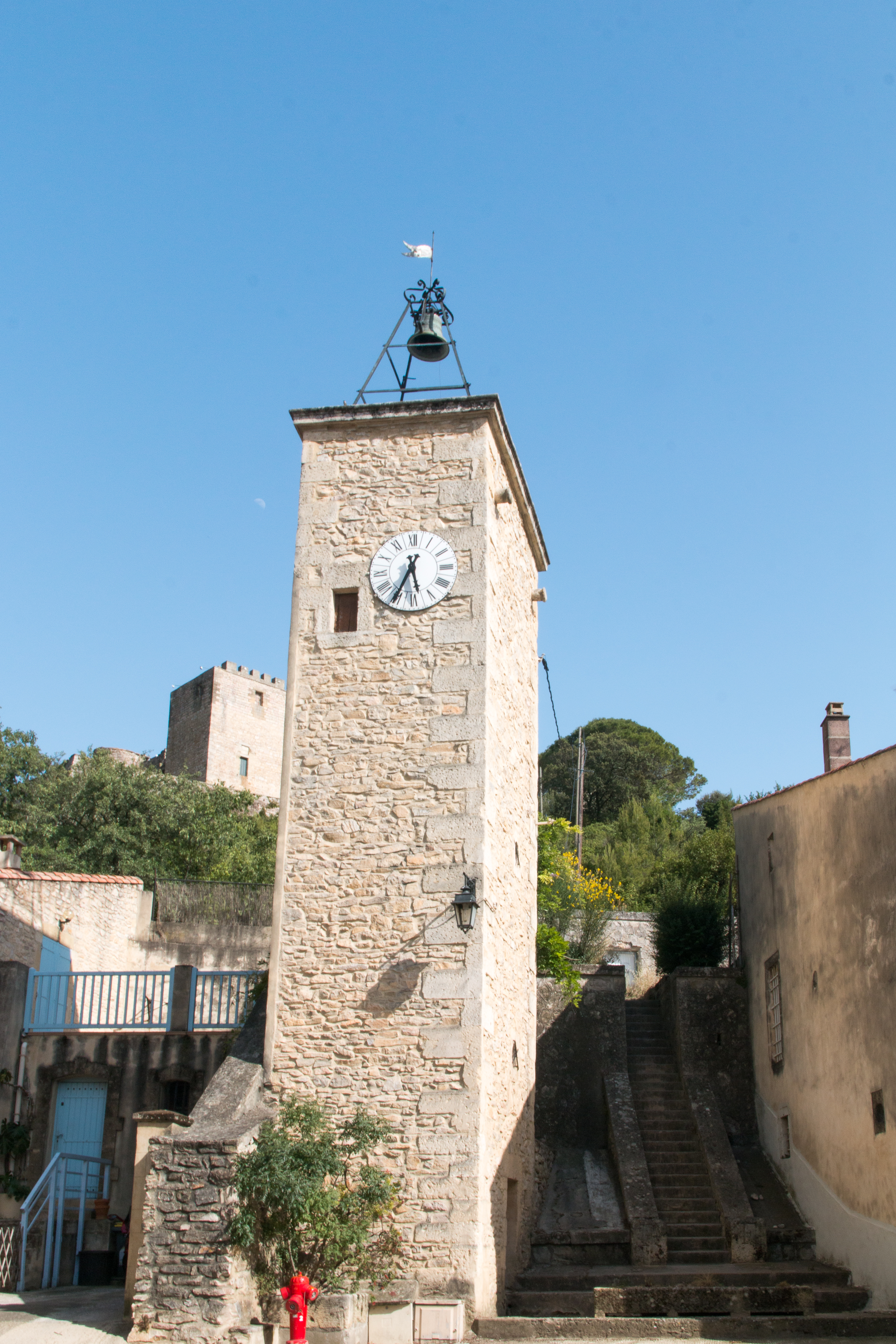
Uhrturm

- Einige Häuser des Ortes sind aus unbearbeiteten Natursteinen gemauert.
- Die erste Erwähnung einer den Heiligen Saint Sirice et Sainte Julitte geweihten Kirche in Boissères stammt aus dem Jahr 1156. Diese wurde in den religiösen Auseinandersetzungen des 17. Jahrhunderts teilweise beschädigt und in ein protestantisches Gotteshaus (temple) umgewandelt. Die kleine romanische Kirche wurde im Jahr 1966 abgerissen.
- Die Burg (château) wurde trotz ihres mittelalterlichen Erscheinungsbildes erst im 16. Jahrhundert erbaut; ein Hinweis auf die späte Bauzeit ist das Fehlen von Zinnen (créneaux). Drei Rundtürme und ein eckiger Turm mit Mauerstärken von jeweils ca. 1,50 m umschließen einen nicht existenten Innenhof, wodurch die Räume im Innern recht groß und repräsentativ dimensioniert werden konnten.
- Der Uhrturm (tour de l’horloge) ist ein Bauwerk aus der Mitte des 18. Jahrhunderts. Die Uhr selbst stammt möglicherweise vom Schloss. Der schmiedeeiserne Aufsatz mit Stunden- oder Sturmglocke stammt aus derselben Zeit.

außerhalb
- Am Rand der ehemaligen – heute von Buschwald bedeckten – Weinfelder stehen noch einige wenige Steinhütten aus Trockenmauerwerk (capitelles).